# 馬をうらやんだろば
「馬をうらやんだろば」（うまをうらやんだろば、英：The Horse and the Donkey）は、イソップ寓話の一つ。ペリー・インデックス357番。

## あらすじ
ある牧場に毎日重い荷物を背負わされ、不味い餌しか与えられないみすぼらしいロバがいた。ロバの小屋の隣には毛並みの良い馬たちが飼われている小屋があった。美味い餌を与えられ丁寧に世話をされる馬たちを見て、ロバは「自分も馬に生まれたかった」とうらやましくてたまらなかった。
しかし、あるとき戦争が始まり、馬たちは軍馬として戦場に連れて行かれ、大怪我をして戻ってきた。戻ってきたうちの一頭がロバに向かって「自分も（徴用されることのない）ロバに生まれたかった」と言った。
これ以降、ロバが馬をうらやむことはなくなった。